# Um er-Rasas
El jaciment d'Umm ar-Rassàs o Umm ar-Rasas (àrab: أم الرصاص, Umm ar-Raṣāṣ), també anomenat Kastrum Mefa'a, és un jaciment arqueològic jordà que conté ruïnes de les civilitzacions romana, romana d'Orient i protomusulmana. La major part del lloc no ha estat excavada, i s'hi ha troba fins a la data un campament vinculat al Limes Arabicus i diverses esglésies. Al final del segle iv, el castrum romà va ser ocupat per una unitat de cavalleria de les legions romanes. Aquestes tropes van ser acantonades per Dioclecià, després de la reorganització de les fronteres subsegüent a la guerra contra la reina Zenòbia de Palmira, guanyada per Luci Domici Aurelià l'any 272. L'interior de la fortalesa es va omplir de construccions i s'hi van construir algunes esglésies (quatre a l'interior i una dotzena a la rodalia). Les esglésies van tenir activitat fins al segle VIII o primera meitat del IX, quan el lloc fou abandonat sota els abbàssides. Són notables els seus mosaics.
Per la seva varietat única de civilitzacions, Umm ar-Rassàs ha estat inscrit des de l'any 2004 en el Patrimoni de la Humanitat de la UNESCO.